# Yi Geun-hwa
Yi Geun-hwa (hangeul : 이근화) est une poétesse et professeure sud-coréenne née en 1976. 

## Biographie
Yi Geun-hwa est née en 1976 à Séoul. Elle poursuit ses études jusqu'au doctorat à l'université de Korea où elle écrit une thèse ayant pour thème « La poésie à l'ère de la période coloniale en Corée du Sud ». Elle enseigne actuellement tout en continuant ses activités d'écriture créative.

## Œuvre
Yi Geun-hwa a publié ses premiers poèmes dans la revue Littérature contemporaine (Hyundae Munhak) en 2004.
Ses poèmes recourent à un ton léger pour dépeindre des petites scènes de la vie quotidienne, pour donner aux lecteurs un sentiment d'intimité dans un premier temps avant que ce sentiment ne devienne plus complexe, laissant même parfois le lecteur dans la confusion. Des formules telles que « Un poisson au ventre bleu affleure la corde, il pose un regard fixe vers un seul endroit, ce lieu où les nuages passent, une jeune fille vit avec un garçon, et ils vont au marché conjointement / / une mouche saute à la corde avec des gestes habituels, donc à zéro-six 50 minutes, ils tournent à l'angle du marché et à la deuxième maison achètent un maquereau » (passage choisi de Godeung-eo / Maquereau), ou des passages comme « Ceci est mon corps / une jarre du roi / Je n'ai ni bras ni jambes / une fois coupée / je laisserai mon cou nu / mais la rumeur de la jarre / ressemble à l'histoire / et l'estomac de l'histoire est plein » (extraits de Wang-ui hang-ari / La jarre du roi) présente des scènes qui nous sont familières mais qui, filtrées à travers la voix du poète, deviennent difficiles ou se transforment tout simplement en paysages inconnus. 
Certains lecteurs et critiques littéraires ont exprimé quelques réserves sur ces textes, en mentionnant la «difficulté» et l'«incommunicabilité» des poèmes. Mais dans une interview à la presse, Yi a affirmé : « Je pense que le langage poétique doit être un vecteur de communication, en quelque sorte, mais qui peut dire que la communication doit être limitée à telle ou telle façon de faire ? ». Ses poèmes exigent ainsi de nouvelles façons de communiquer. « De cette façon, par l'incommunicabilité, le poète parle au monde d'une manière paradoxale qui montre un désir de vraie communication ».  
Elle a reçu le prix des Jeunes écrivains Yun Dong-ju (2009), le prix littéraire Kim Jun-seong (2010), le prix Siwa Segye (2011) ainsi que le prix de Littérature Contemporaine (Hyundae Munhak)  (2013). 